# 亀川修一
亀川 修一（かめかわ しゅういち、1957年10月3日 - ）は、元競輪選手、元自転車競技選手。現在は整体師。日本競輪学校（当時。以下、競輪学校）第41期生。現役時代は日本競輪選手会兵庫支部所属、ホームバンクは明石自転車競技場。
父の亀川光夫（5期）、実弟の亀川昌宏（48期）、娘の亀川史華（110期）も、同じく元競輪選手。家族は、妻（死別）と2男1女（史華）。

## 来歴
兵庫県立兵庫工業高等学校を経て、競輪学校に入学。同期には井上茂徳、伊藤豊明らがいる。
1978年5月12日、福井競輪場でデビューし2着。初勝利は翌13日の同場。
1980年、全日本新人王戦で優勝。
1981年、トラックレース世界選手権・プロスプリントで6位入賞。
1982年、トラックレース世界選手権・プロスプリントで4位入賞。
1983年、日本選手権競輪（前橋競輪場）で3位となる。また、トラックレース世界選手権・プロスプリントでは8位入賞する。
2007年4月3日、選手登録削除。通算戦績2146戦299勝、優勝25回。

## 主な獲得タイトル
- 1980年 - 競輪祭全日本新人王（小倉競輪場）